# مانیتووک
مانیتووک (انگلیسی: Manitowoc) شرکت صنایع سنگین آمریکایی است، که در سال ۱۹۲۵ تأسیس شد.